# Mosaico della Grande Caccia

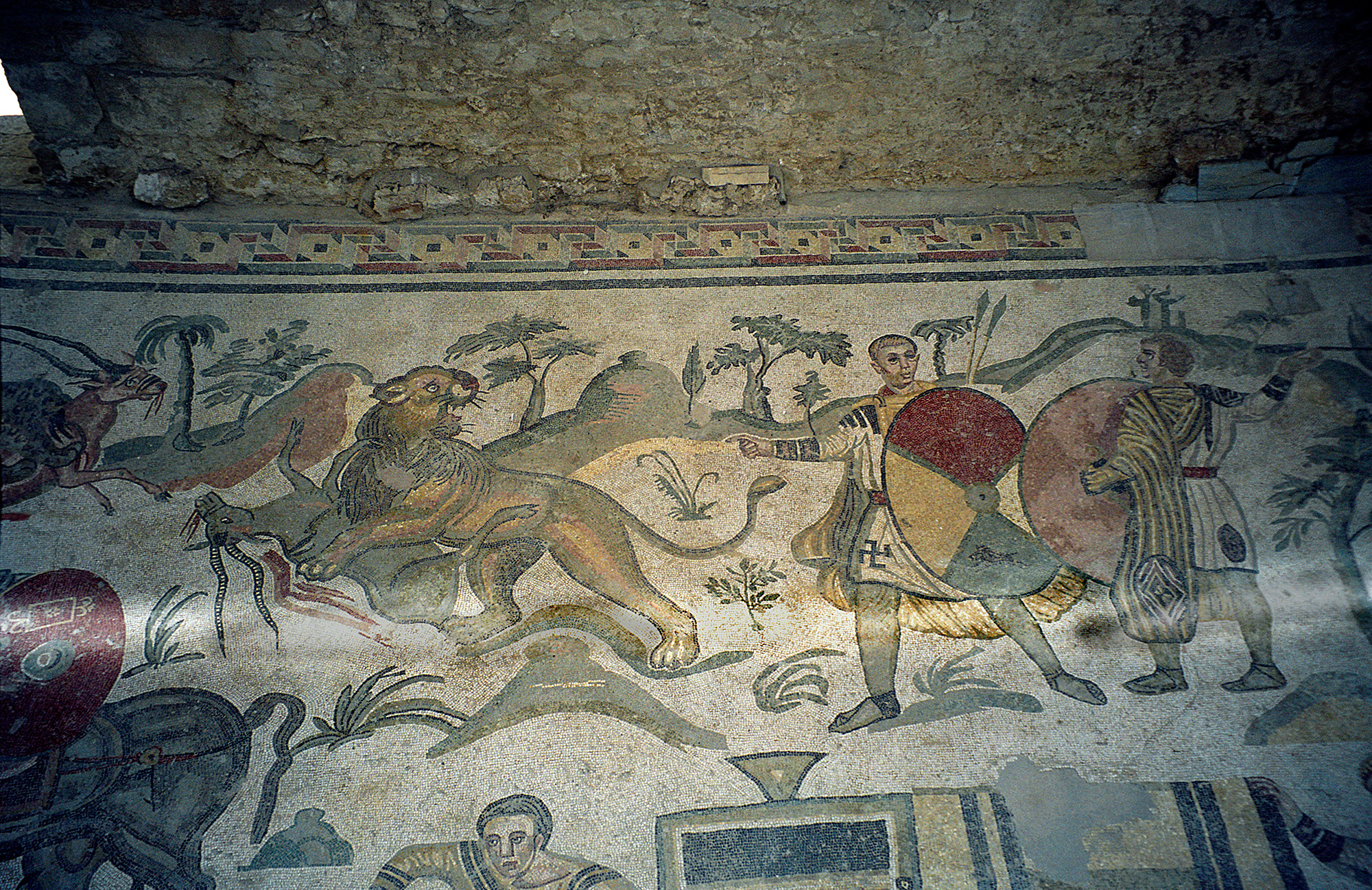
Scena di caccia

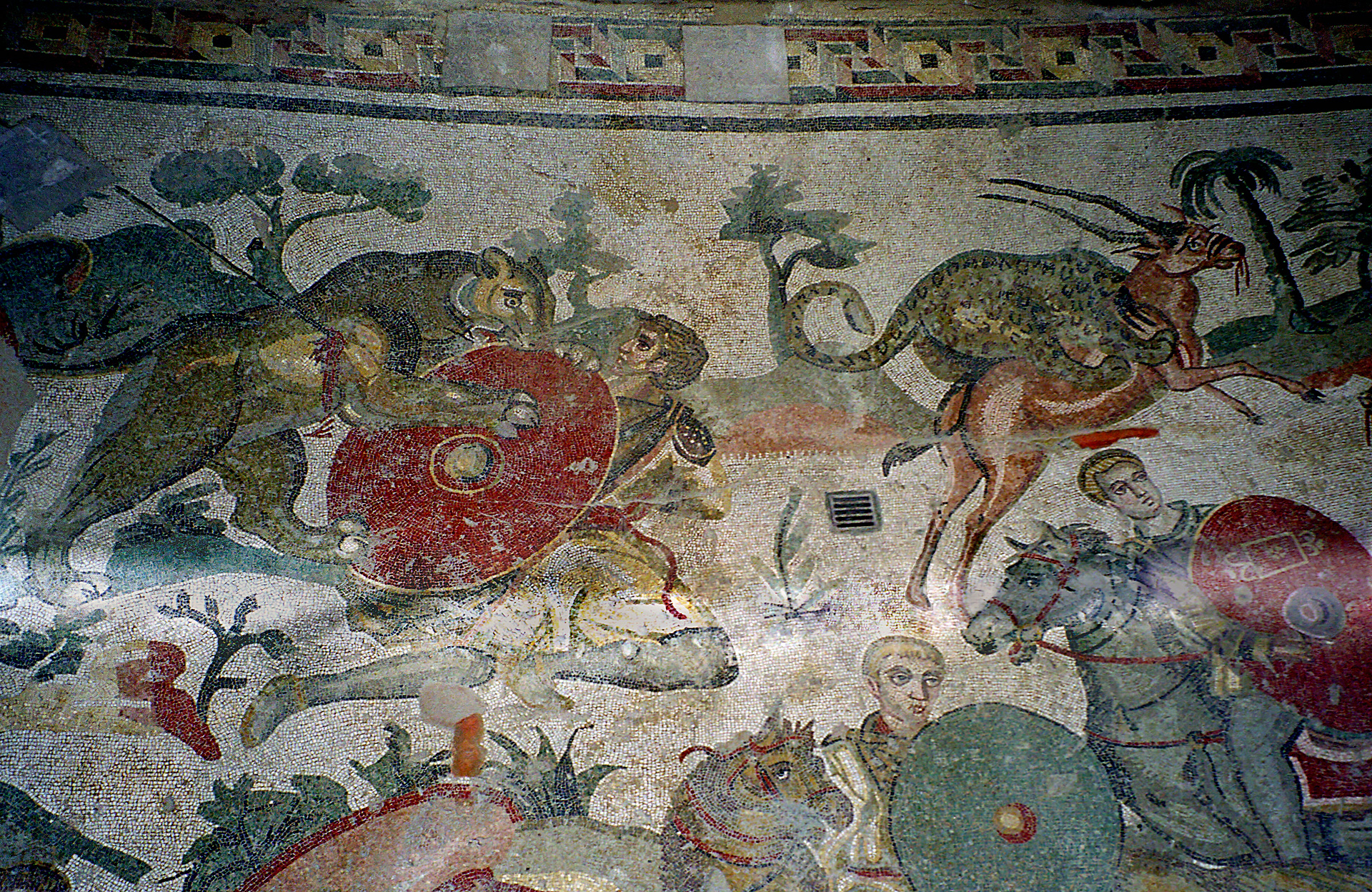
Scena di caccia

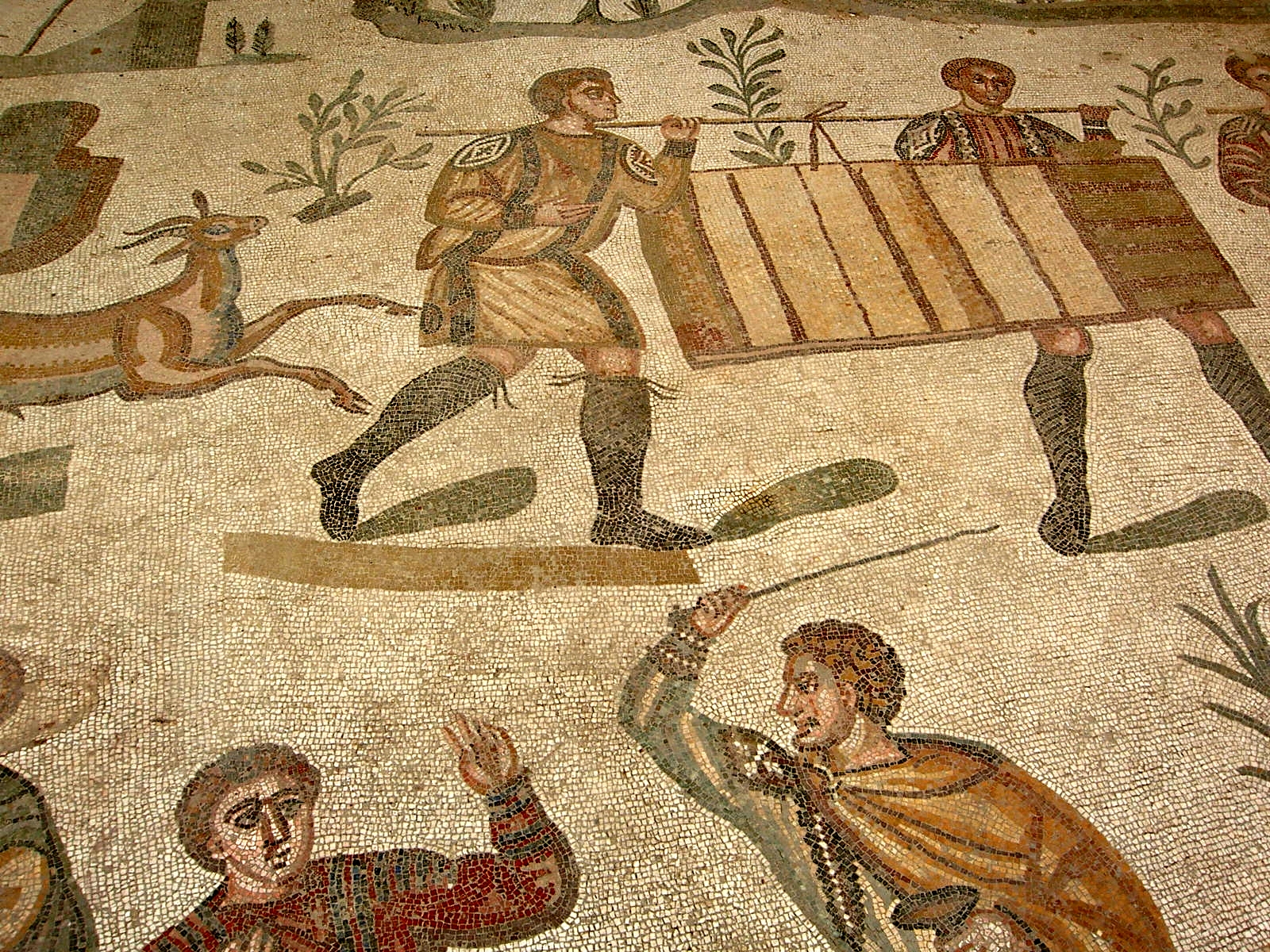
Scena di cattura

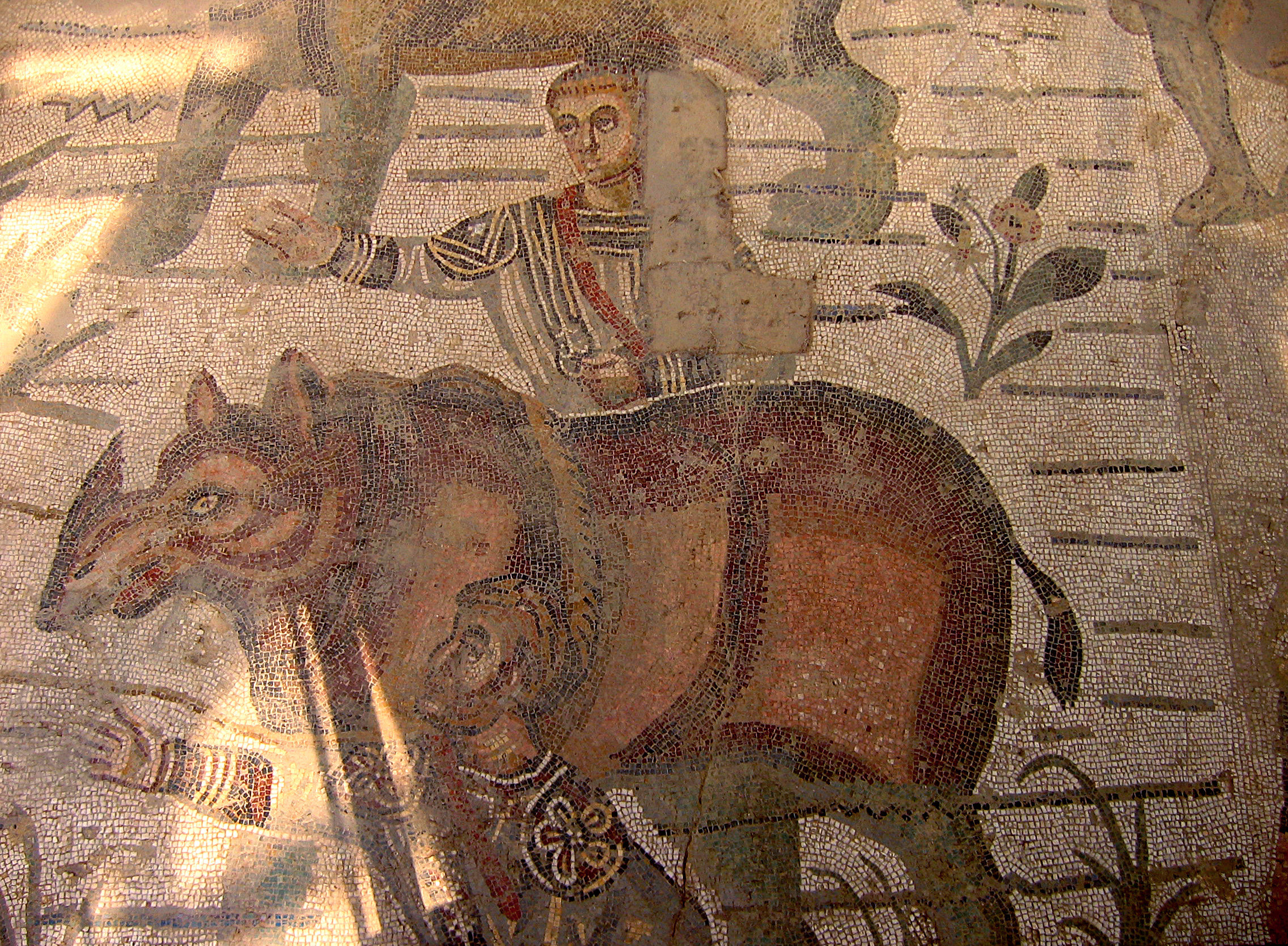
Particolare della quinta scena del mosaico della "Grande Caccia", con la cattura di rinoceronti

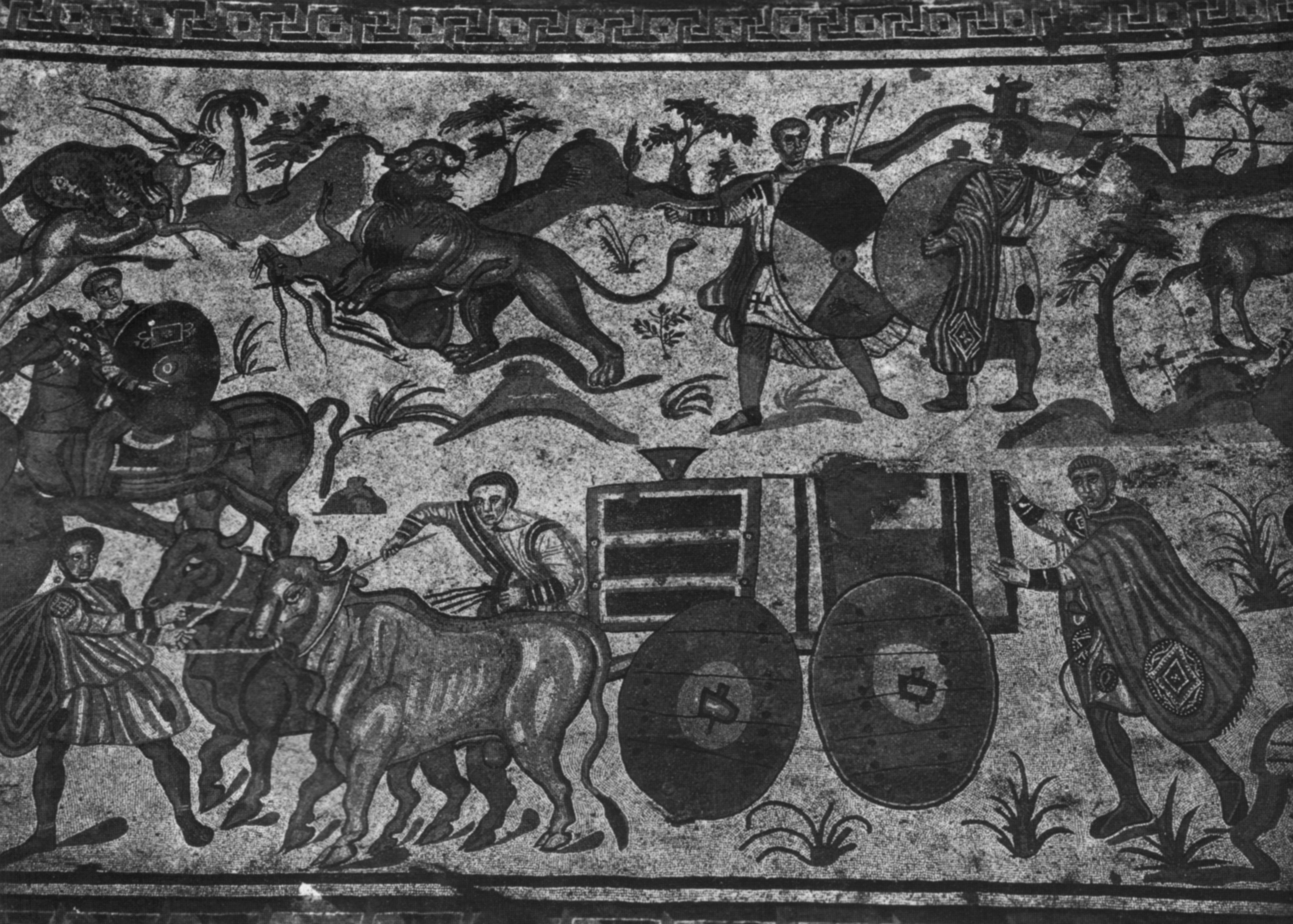
Scena di caccia

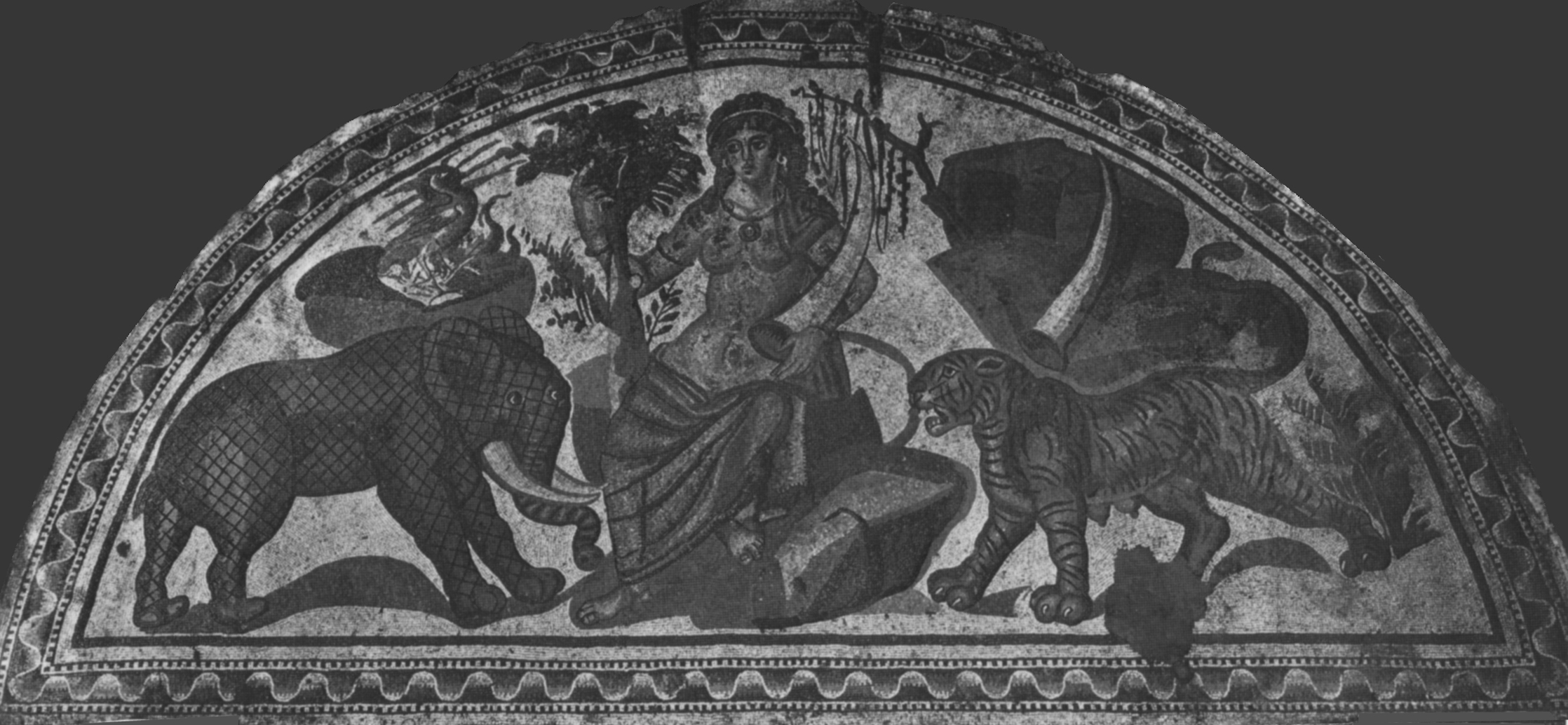
Personificazione dell'Egitto o Asia nell'abside sud

Il mosaico della Grande Caccia è il più vasto mosaico della villa del Casale di Piazza Armerina. Decora il pavimento del lungo corridoio rialzato (66 m di lunghezza e 5 m di larghezza) che separa la zona pubblica da quella privata della villa, sul quale si aprono la grande sala absidata di rappresentanza e gli appartamenti padronali da un lato e il peristilio dall'altro. L'importanza di questo ambiente era sottolineata dal portico che si apre nella sua parte centrale verso il peristilio e dalla leggera soprelevazione: vi accedevano due scale dai bracci nord e sud del peristilio, e una terza centrale, di fronte all'ingresso della grande sala absidata. Dai rilievi stratigrafici questo mosaico appare databile al 320-330.
A dispetto del nome con cui è conosciuto, il soggetto del mosaico pavimentale rappresenta una grande battuta di cattura, non caccia, di bestie selvatiche per i giochi negli anfiteatri dell'impero a Roma: nessun animale viene infatti abbattuto ed i cacciatori usano le armi solo per difendersi. 

## Tecnica
Le caratteristiche tecniche, unite all'analisi delle cesure evidenti sullo sfondo del mosaico, hanno consentito di individuare più scene, eseguite da due gruppi distinti di mosaicisti. 
- Le prime scene sono realizzate con tessere quadrate di piccole dimensioni (5-6 mm), di forma molto regolare, e con una certa quantità di faience; sono impiegate poche scaglie di pietra, e ci sono circa venticinque colori diversi.
- Le scene restanti, nella metà sud del corridoio, sono realizzate con tessere un po' grandi (6-8 mm), scaglie di pietra più frequenti e minor precisione nei dettagli; sono presenti quindici colori.

La differenza stilistica fra le due parti del corridoio è assai evidente. Mentre nella metà sud le figure sono secche, schematiche e prive di volume, quelle della metà nord spiccano per la resa plastica e naturalistica dei corpi delle belve e per i volumi dei panneggi in libero movimento. È possibile che la parte meridionale del corridoio sia opera di maestranze più conservatrici, fedeli ai canoni stilistici del III secolo e ai modelli del linguaggio figurativo occidentale, mentre nella parte settentrionale avrebbero lavorato mosaicisti più innovatori e più vicini alla cultura figurativa del IV secolo, che avevano assorbito modelli elaborati in Grecia o in Anatolia e ancora vicini alla tradizione ellenistica.

## Descrizione delle scene
La scena è pensata per essere vista dal basso, procedendo da un lato all'altro dell'ambiente, come un lungo racconto per episodi, ma senza stacchi o soluzioni di continuità, come le scene continue della colonna traiana. La caccia è svolta in vari modi, ma sempre in modo professionale ed è riservata ai militari, dagli scudi variopinti. Nelle absidi alle estremità nord e sud del corridoio abbiamo due figure femminili, probabilmente l'Africa e l'Asia, che aprono e chiudono la caccia. Quella a nord, molto lacunosa, tiene nella mano destra una lancia e ha ai lati un leone e un leopardo. Si tratta forse della personificazione della Mauretania o, più genericamente, dell'Africa. L'altra figura femminile dalla pelle olivastra, per la presenza dell'elefante dalle orecchie piccole, della tigre e della mitica araba fenice, rappresenterebbe l'Egitto cioè l'(Africa orientale quindi) o, più probabilmente  l'Asia o l'India, come sembrerebbe provare la presenza delle formidines pendenti dai rami, nastri rossi usati dai cacciatori indiani per catturare gli elefanti e le tigri. Il resto della decorazione del corridoio è organizzato in tre fasce: quelle laterali con scene di cattura vere e proprie entro confini geografici ben precisi, e quella centrale che rappresenta il trasporto degli animali e zone di mare entro le quali si vedono navi da carico. Le figure nelle absidi quindi sarebbero le personificazioni delle regioni rappresentate nel corridoio, nelle quali avveniva la cattura degli animali, convogliati poi al centro per essere spediti a Roma.
La sequenza delle scene è quindi: 
1. "Mauretania" o "Africa"
2. Scena di cattura
  1. Cattura della pantera con esca e trappola (secondo la tecnica descritta nell'Historia Augusta, attuata da soldati riconoscibili dall'abbigliamento)
  2. Cattura di onagro o di antilope in Numidia, dove i cavalieri non fanno uso di sella;
  3. Cattura del cinghiale selvatico in Bizacena, presso una palude forse identificabile con il Lacus Tritonis, a sud di Hadrumetum
  4. Cattura del leone da parte di cacciatori a cavallo.
3. Trasporto di animali catturati su un carro, imbarco e navigazione: in una località portuale con un lussuoso edificio sullo sfondo – forse una villa marittima –, un cavaliere, forse un ufficiale addetto alla posta imperiale, sorveglia il trasporto di un pesante carico. Quattro uomini trasportano sulle spalle alcune bestie legate o chiuse all'interno di casse, un ufficiale, con un  bastone a forma di fungo in mano, frusta uno schiavo per qualche mancanza, mentre altri servi trascinano su una nave struzzi e antilopi. Gli studiosi concordano nel riconoscervi la rappresentazione del porto di Cartagine, nel cui foro marittimo in età antonina esistevano un edificio ottagonale ed un tempio con portico semicircolare, simili alle architetture rappresentate sullo sfondo di questa scena.
4. Sbarco: la scena, che si trova di fronte all'ingresso dell'aula absidata, raffigura un tratto di terra situato fra i due mari. Al centro tre funzionari col caratteristico copricapo pannonico e bastone con testa a fungo osservano lo sbarco degli animali da due navi provenienti dai due lati. Il loro abbigliamento è tipico dei funzionari del tardo III secolo fino a tutto il IV. La terra fra i due mari è con ogni probabilità l'Italia, e forse è qui rappresentato il porto di Ostia o  della stessa Roma. Lo sbarco contemporaneo delle due navi costituisce un esempio di narrazione compendiaria, tipica dell'arte tardo-antica, ma di cui ci sono esempi  già in epoca classica.
5. Navigazione e imbarco degli animali in un porto orientale, forse l'Egitto, come lascerebbero pensare gli animali presenti: un bisonte, una tigre, un'antilope, un ippopotamo, e un rinoceronte alla presenza di un funzionario con due soldati. I cacciatori indossano calzoni di tipo orientale.
6. Caccia a cavallo di una leonessa in un paesaggio nilotico con palude, fiori rossi e caratteristici edifici a pagoda.
7. Lotta fra bestie selvatiche e un leone che attacca un uomo e per questo viene ferito. Inferiormente un personaggio di età matura, dall'aspetto solenne ed autorevole (forse il proprietario della villa), affiancato da due soldati con scudo.

L'insieme rappresenta quindi una sorta di compendio su come catturare ogni singola belva, ambientato in due continenti diversi e ad uso e consumo di un dux di una provincia (i duces avevano infatti l'incarico di procurare le fiere per il circo), forse il proprietario stesso della villa, che è probabilmente l'uomo maturo che si appoggia a un bastone  rappresentato nel continente di destra in atto di sovrintendere alla cattura, con due soldati di scorta.
La struttura del mosaico è simmetrica, ma la zona destra è più sviluppata, sia perché le terre che rappresenta sono più vaste (a giudicare dagli animali arrivano a includere zone nilotiche e arabiche), sia perché venga collocato in posizione centrale il personaggio chiave del dominus coi soldati.
L'esaltazione dell'uccisione e cattura di animali, per essere portati nei Circhi ed essere uccisi, si arricchisce anche di scene mitologiche e fiabesche, attestate dalle fonti antiche, come la caccia del grifone, mitico animale mezzo aquila e mezzo leone,  con un uomo che si chiude in gabbia per attirarlo. A fianco la scena di una tigre inferocita che viene distratta dal lancio di una sfera di vetro, in modo che intanto un cavaliere romano, che le ha sottratto i suoi due cuccioli appena nati, possa imbarcarsi a tutta velocità su una piccola barca, con tre marinai che gli tendono il pontile.

## Stile
Per quanto riguarda lo stile, il mosaico della "Grande Caccia" si inquadra perfettamente nel clima artistico di IV secolo. Vi ritroviamo, infatti, una serie di moduli espressivi che ricorrono sull'arco di Costantino a Roma, come le teste rotonde pettinate a calotta con ciocche che scendono sul cranio senza sopraffarlo, la disposizione delle scene su registri sovrapposti, la frontalità, la bidimensionalità e le proporzioni gerarchiche, per cui la narrazione prevarica le dimensioni degli elementi del paesaggio, che sono ridotti al minimo. La presenza di riempitivi (gli animali in lotta) e di discrepanze tra l'una e l'altra scena (soprattutto nel diverso trattamento del paesaggio) abbassano il livello qualitativo dell'insieme, che doveva essere copiare varie scene di repertorio. Un elemento di fusione è invece rappresentato dalle caratteristiche cromatiche analoghe.
Il decorativismo molto curato, l'attenzione al dettaglio, il vivo cromatismo (nelle vesti di inservienti, cacciatori e funzionari, nelle penne degli struzzi) anticipano l'arte bizantina, dove i broccati e i gioielli cancelleranno i volumi della figura umana. Sotto questa ricchezza decorativa si cela infatti già una sostanziale perdita del senso dell'organicità naturalistica, come rivelano anche le ombre portate utilizzate a caso e certe incomprensioni dei modelli originari, come nelle zampe dei buoi che trainano il carro al centro del mosaico. I volti esprimono sempre una partecipazione intensa e una spiritualità espressionistica tipica della prima metà del IV secolo.